# You Must Love Me
You Must Love Me je píseň nahraná americkou zpěvačkou Madonnou. Tuto píseň napsal Andrew Lloyd Webber a Tim Rice pro filmovou adaptaci muzikálu Evita, jehož námětem byl životní příběh argentinské političky Evy Perónové. Byla vydána 27. října 1996 Warner Bros jako singl filmového soundtracku. Po delší době obnovili Lloyd Webber a Rice spolupráci na nové písni pro film a pokoušeli se tak získat nominace na Oscara za nejlepší původní píseň. Podle Lloyd Webbera měla píseň ukázat tehdejší citové rozpoložení Evy Perónové a její vztah s manželem Juanem Perónem.
Z komerčního hlediska se píseň umístila v první desítce hitparád v zemích jako Finsko, Itálie, Tchaj-wan a Velká Británie, zatímco ve Spojených státech se dostala do první dvacítky. Deska získala zlatý certifikát od americké asociace nahrávacího průmyslu (RIAA) za vydání 500 000 fyzických nosičů. Jako propagace singlu byl vydán videoklip, který režíroval Alan Parker. Madonna píseň představila na 69. ročníku udílení Oscarů a později na svém turné Sticky & Sweet Tour 2008–09.
Píseň sklidila pozitivní ohlasy hudebních kritiků. V roce 1997 získala Zlatý glóbus a Oscara za nejlepší původní píseň.